# Observatoire du Mont Cosmos

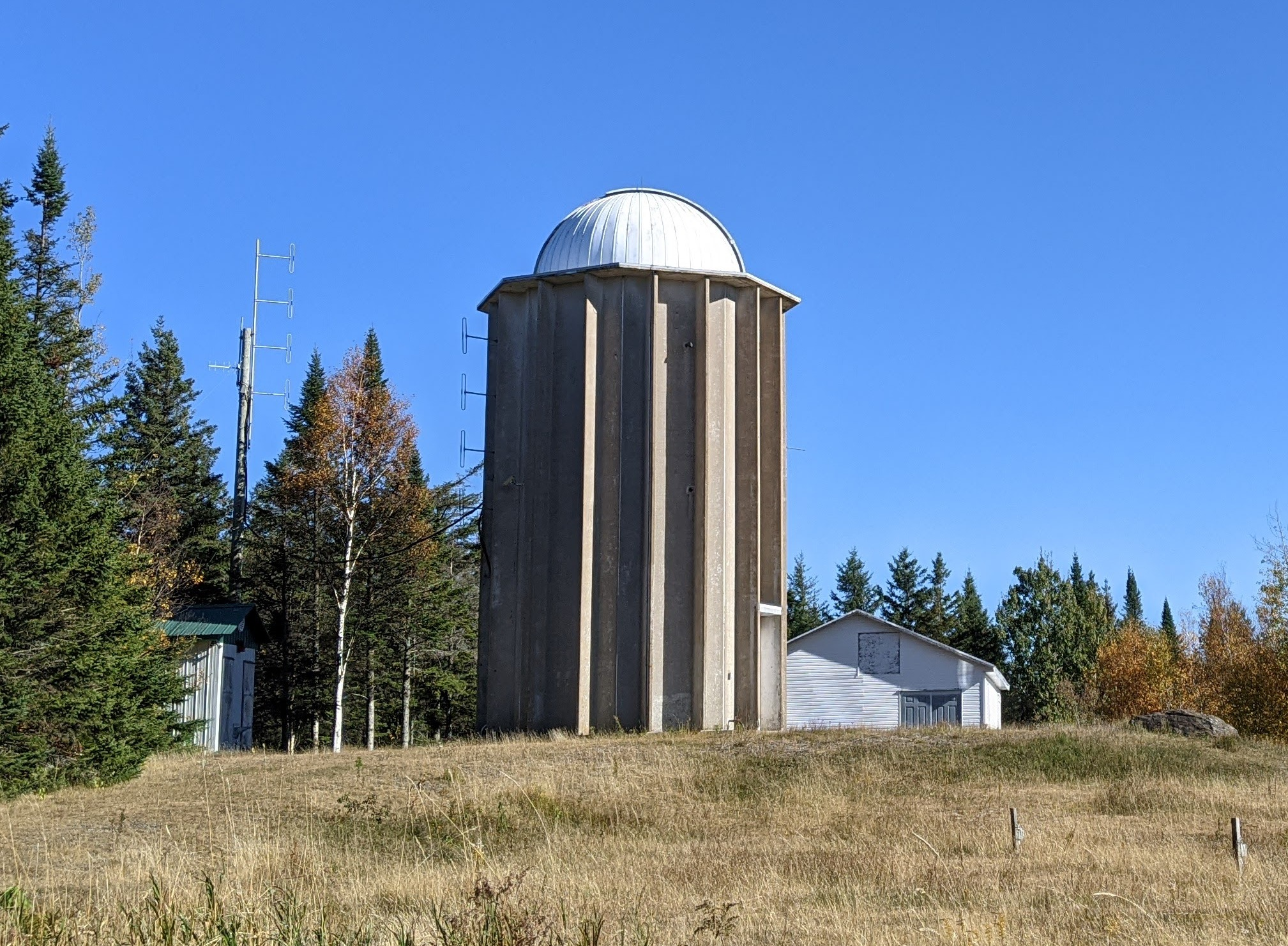
Le site de l'observatoire.

 (février 2020).
Si vous disposez d'ouvrages ou d'articles de référence ou si vous connaissez des sites web de qualité traitant du thème abordé ici, merci de compléter l'article en donnant les références utiles à sa vérifiabilité et en les liant à la section « Notes et références ».
L'Observatoire du Mont Cosmos est un observatoire astronomique situé à Saint-Elzéar-de-Beauce, Québec (Canada). Il est la propriété de l'Université Laval qui l'utilise toujours aujourd'hui à des fins d'enseignement au premier cycle. 
Le site est rendu accessible au public et aux astronomes amateurs par la Corporation de l'Observatoire du Mont Cosmos, qui s'occupe de la gestion et du développement des installations.
Le télescope principal est un télescope de 16 pouces LX200 GPS.
Le Mont Cosmos est souvent confondu avec le Mont Radar qui est un ancien radar militaire converti en domaine écologique.

## Le site de Saint-Elzéar-de-Beauce
L'exploitation optimum d'un télescope, c'est-à-dire l'exploitation d'un instrument astronomique dans le but d'atteindre une part importante de ses performances théoriques, requiert un choix judicieux de son emplacement. Ce choix est principalement basé sur l'accessibilité de l'endroit et sur les conditions locales de l'atmosphère terrestre. (Source: Département de Physique, Université Laval).

## Structure de l'édifice
L'édifice est une tour octogonale formée de dalles de béton précontraint de 10.4 mètres de haut, 2.44 mètres de largeur, 10 centimètres d'épaisseur et portant chacune deux nervures dorsales de 46 centimètres. Ces dalles, hissées verticalement à l'aide d'une grue, sont soudées à leur jonction et comportent, aux niveaux appropriés, des ancrages pour les planchers. Une travée annulaire en béton armé est coulée au sommet de la tour pour recevoir la coupole de 5 mètres de diamètre. (Source: Département de Physique, Université Laval).

## L'instrument d'origine
L'instrument d'origine est le prototype d'une série distribuée par EALING Corporation, Cambridge, Massachusetts. Les pièces optiques du télescope ont été réalisées aux ateliers THE OPTICAL CRAFTSMEN, Californie et la partie mécanique par COMPETITION ASSOCIATES de Boston, Massachusetts. C'est un télescope de type Cassegrain de 40 centimètres d'ouverture et ouvert à f/12. La précision optique de l'ensemble ainsi que chacun des miroirs est supérieure à 1/10 de longueur d'onde (dans le vert). L'échelle linéaire au foyer Cassegrain est de 84.2 mm par degré. 

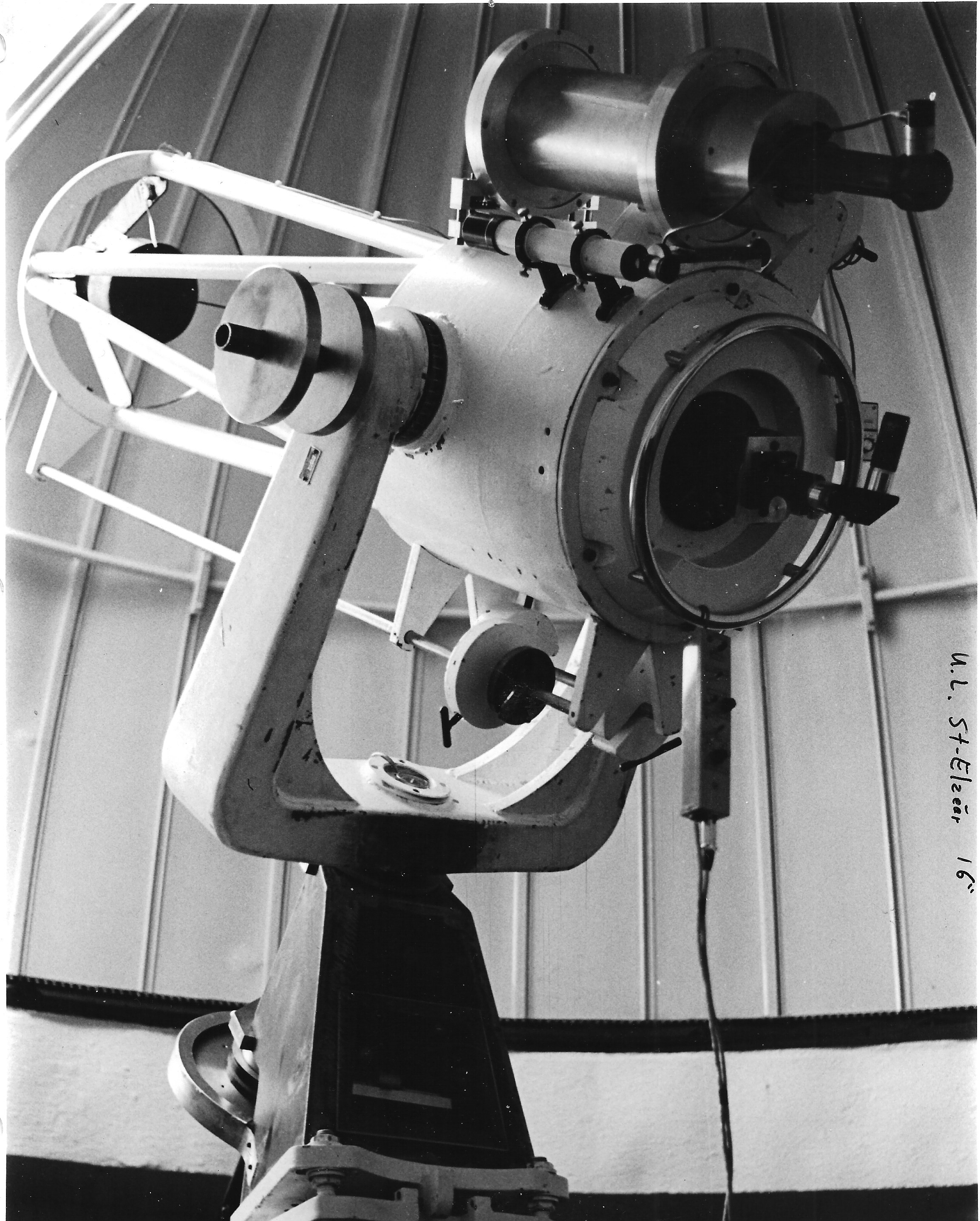
Instrument d'origine de l'Observatoire du Mont Cosmos de type Cassegrain 40cm d'ouverture f/12.

La monture équatoriale du télescope est du type " monture à fourche ". L'instrument comporte, en plus de l'entraînement électrique conventionnel de l'axe horaire, une possibilité de correction électrique sur chacun des deux axes. Le télescope est boulonné sur une colonne de béton armé de 91 centimètres de diamètre entièrement isolée de l'édifice. Cette colonne a fait l'objet de calculs particuliers. Elle est évidée et permet une aération forcée des divers étages vers le bas de l'édifice. (Source: Département de Physique, Université Laval).

## Historique
Le 2 octobre 1971 marquait l'inauguration de l'observatoire de l'Université Laval. Abritant un télescope Cassegrain de 40 cm d'ouverture, l'observatoire est situé au sommet d'un mont de 495 mètres d'altitude à St-Elzéar-de-Beauce, situé à 65 kilomètres au sud de Québec (ville). Ce télescope est alors destiné pour l'enseignement sous-gradué et pour des travaux de recherche. Délaissé peu avant l’inauguration de l’Observatoire du Mont Mégantic en 1978, l’observatoire de l'Université Laval est alors mis sporadiquement à la disposition d’astronomes amateurs qui en font également profiter le public à l’occasion.

### La Corporation du Mont Cosmos
En 1994, la Corporation du Mont Cosmos est créée par un regroupement d’astronomes amateurs, en collaboration avec l’Université Laval, afin de mettre à la disposition des astronomes amateurs et du public les équipements de l’observatoire de l’Université Laval, qui devient alors l’observatoire du Mont Cosmos. M. Gabriel Forest, figure de proue de la Corporation du Mont Cosmos,  décède tragiquement en 1995. M. Jacques Croteau prend la gouverne de la Corporation jusqu’en 1998. Ayant procédé à d’importantes rénovations et à la construction d’un pavillon servant à accueillir le public, l’équipe de l’époque est confrontée à d'énormes difficultés de financement. Les projets d’expansion laissent la Corporation avec d’importantes dettes. 

### De nouveaux projets d'expansion et un nouvel instrument
C’est dans ce contexte que M. Philippe Moussette reprend la tête de l’organisation et organise de nombreuses activités afin de rentabiliser les installations. En 2001, M. Pierre Carignan est élu à la présidence et il propose de faire du site un véritable complexe récréotouristique d’envergure. À cette fin, plusieurs travaux sont exécutés sur le site, dans le but à la fois d’en diversifier sa vocation et de le doter d’infrastructures nécessaires à l’accueil d’un grand nombre de visiteurs. La construction de sentiers pédestres, de belvédères, d'un gazébo et d'un agora n’en sont que quelques exemples. M. Philippe Moussette reprend alors temporairement la présidence en 2004 pour la restituer en 2005 à Pierre Carignan, qui poursuit depuis lors ses projets d’expansion.
L’Université Laval annonce en 2005 une importante amélioration au site : le télescope d’origine de l’observatoire, alors désuet, est remplacé par un tout nouveau télescope Meade LX-200 de même diamètre. Cet investissement est possible grâce à un don privé de M. Jean Turmel, président de la Bourse de Montréal. Le télescope inauguré le 20 mai 2006 en présence de l’astrophysicien de renommée internationale, M. Hubert Reeves, est mis à la fois à la disposition des astronomes amateurs, du public et des étudiants sous-gradués de physique qui y complètent des travaux pratiques.
En 2006 Martin Roy est élu à la présidence de 2006-2007. Sous son influence, plusieurs nouveaux bénévoles intègrent le giron du Mont Cosmos permettant ainsi le renouvellement des effectifs pour les prochains défis. En 2008, Eddy Szczerbinski est élu et assume la présidence jusqu'en 2012.  Louise Racine prend alors le relais et est présidente depuis.
La Corporation est membre de la Fédération des astronomes amateurs du Québec.

## Manuel d'utilisation du télescope
- Manuel d'utilisation de la série LX200GPS (en anglais).
- Manuel d'utilisation de la série LX200GPS ( en français)